# Haemaphysalis spinulosa
Haemaphysalis spinulosa är en fästingart som beskrevs av Neumann 1906. Haemaphysalis spinulosa ingår i släktet Haemaphysalis och familjen hårda fästingar. Inga underarter finns listade i Catalogue of Life.